# Macrotrachela insolita
Macrotrachela insolita är en hjuldjursart som beskrevs av De Koning 1947. Macrotrachela insolita ingår i släktet Macrotrachela och familjen Philodinidae. Inga underarter finns listade i Catalogue of Life.